# Jef Van Linden (wielrenner)
Jozef Van Linden (Hoboken, 4 oktober 1921 - Wilrijk, 14 oktober 1991) was een Belgisch wielrenner.

## Carrière
Van Linden werd bij de nieuwelingen in 1939 tweede op het Belgische kampioenschap achter Jos Hackselmans in Harelbeke. Als prof reed hij altijd als individueel en won hij enkele kleinere wedstrijden in de provincie Antwerpen. Later werd hij coach en had hij een fietsenwinkel. Hij was ook bestuurder in de KBWB Afdeling Antwerpen en actief binnen lokale fietsclubs.
Het Jef Van Lindenfietspad in Hoboken werd naar hem vernoemd.

## Erelijst
1942
- Mechelen
- Opwijk

1943
- Mechelen
- Mechelen

## Privéleven
Zijn zoons Rik en Alex werden beiden ook wielrenner. Zijn kleinzoon Jeffrey nam in 2018 deel aan de Mol maar viel als derde af.